# Evenes
68°31′37″N 16°59′42″Ø / 68.52694°N 16.99500°Ø
Evenes (samisk Evenášši) er en kommune i den nordlige del af Nordland fylke i Norge. Kommunen grænser i nord og vest til Tjeldsund i Troms og Finnmark, og til Narvik i øst. Evenes deltager i ETS-kommunesamarbejdet med Tjeldsund.
Kommunen ligger i et af de mest folkerige områder i Nord-Norge, ca. 65 km fra både Harstad og Narvik. Kommunen er på 257 km² og består af mark- og skovområder, lange strandlinjer og fjeldområder. 
I kommunens vestlige område er der flere vådområder som er fredet under fællesnavnet "Evenes våtmarkssystem". Tårstad- og Bogenvassdraget har gode fiskeelve hvor man bl.a. kan fiske havørred. Man kan også fiske ved Evenestangen. 
Gennem kommunen går Europavej E10, også kaldt «Kong Olavs vei». I kommunen ligger flyvepladsen Harstad/Narvik lufthavn som betjener regionen.

## Kommunens bygder
Kommunecenteret er Bogen. Bygden havde 397 indbyggere 1 2017, og ligger ved bugten Bogen i Ofotfjorden. 
Fra 1942 til 1945 havde tyskerne en stor flådebase i Bogen. For ikke at forveksle Bogen med andre steder, bruges formen "Bogen i Ofoten". 
Liland med 323 indbyggere (2017), ligger centralt med 10 minutters kørsel til Harstad/Narvik lufthavn, og der er ca. 1 times kørsel til Harstad og Narvik. 
Liland havn er det eneste sted i Ofoten som har en naturlig skærgård som beskytter havneområdet, og er også isfri. Beliggenheden og klima giver en frodig vegetation som man ikke forventer at finde så langt mod nord. Bygden er fra gammel tid handelscenter for Ofoten, og var indtil kommunedelingen i 1884 også kommunecenter for Ofoten, som indtil da var en kommune. Stedet havde tidligere private og offentlige servicefunktioner som dampskibsekspedition, lensmand, post og en omfattende handel.

## Tusindårssted
Kommunens tusindårssted er Evenes kirkested med Evenes kirke og bygningerne "Bårstua" og "Stabburet" samt området omkring. Evenes Kirke er en korskirke af træ i dansk herregårdsstil med 460 pladser. Den blev indviet i 1800. Omkring 1250 byggede Håkon Håkonsson den første kirke i Ofoten på Evenes. Den anden kirke på stedet blev bygget i 1677. Døbefonten i den nuværende kirke er fra den første kirke på stedet, fra 1200-tallet.